# NGC 1503
NGC 1503 es una galaxia espiral barrada (SB0-a) localizada en la dirección de la constelación de Reticulum. Posee una declinación de -66° 02' 26" y una ascensión recta de 3 horas, 56 minutos y 33,3 segundos.
La galaxia NGC 1503 fue descubierta el 2 de noviembre de 1834 por John Herschel.